# Резолюция Совета Безопасности ООН 1139
Резолюция Совета Безопасности Организации Объединённых Наций 1139 (код — S/RES/1139) была принята единогласно 21 ноября 1997 года после рассмотрения доклада Генерального секретаря Кофи Аннана о зоне Сил ООН по наблюдению за разъединением (СООННР). Совет отметил свои усилия по установлению прочного и справедливого мира на Ближнем Востоке.

## Подробности
Резолюция призвала заинтересованные стороны немедленно выполнить резолюцию 338 (1973). Она продлила мандат Сил наблюдателей ещё на шесть месяцев до 30 ноября 1997 года и просила Генерального секретаря представить доклад о ситуации в конце этого периода.
В докладе Генерального секретаря говорилось, что обстановка в отношениях между Израилем и Сирией оставалась спокойной, при этом ситуация на Ближнем Востоке в целом продолжала оставаться опасной. Была объявлено, что два солдата СООННР были убиты неизвестными, и Сирия проводит расследование.